# Pressione arteriosa sistemica

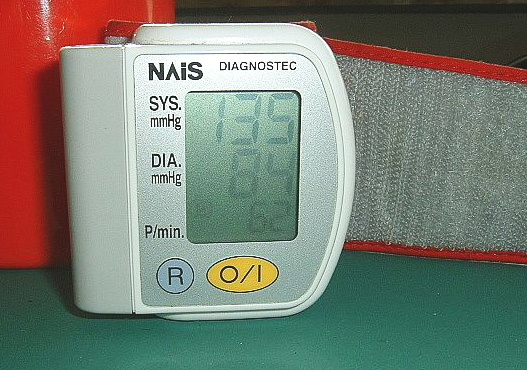
I valori di pressione massima e minima sul quadrante di un apparecchio per la misurazione della stessa

La pressione arteriosa sistemica, conosciuta anche semplicemente come pressione arteriosa, è la pressione del sangue arterioso sistemico misurata a livello del cuore. Viene espressa in millimetri di colonna di mercurio (mmHg).
La pressione del sangue, intesa come l'intensità della forza che il sangue esercita su una parete del vaso di area unitaria, varia lungo tutto l'apparato vascolare: infatti la pressione arteriosa diminuisce progressivamente dal ventricolo sinistro del cuore fino alle arteriole.

## Fisiologia
La pressione arteriosa (PA) esprime l'intensità della forza con cui il sangue (contenuto) spinge sulle pareti arteriose (contenente), divisa per l'area della parete. Questa pressione è il risultato dei seguenti fattori:
- forza di contrazione del cuore
- gittata sistolica, ovvero quantità di sangue espulsa per ogni contrazione (sistole) ventricolare
- frequenza cardiaca (numero di battiti cardiaci al minuto)
- resistenze periferiche, ovvero la resistenza opposta alla progressione del sangue dallo stato di costrizione delle piccole arterie
- compliance vascolare, ovvero la "distendibilità" dell'aorta e delle grandi arterie.
- volemia, ovvero il volume totale del sangue.

La pressione arteriosa si distingue in:
- pressione sistolica (o "massima"), durante la contrazione o sistole ventricolare
- pressione diastolica (o "minima"), durante il rilassamento o diastole ventricolare

### Valori pressori
| classificazione                  | sistolica | diastolica |
| ipotensione grave (collasso)     | <60       | <40        |
| ipotensione moderata             | 60-79     | 40-54      |
| ipotensione lieve                | 80-90     | 55-60      |
| normale bassa                    | 91-109    | 61-69      |
| ottimale                         | 110-129   | 70-84      |
| normale alta                     | 130-139   | 85-89      |
| Ipertensione di primo grado      | 140-159   | 90-99      |
| Ipertensione di secondo grado    | 160-179   | 100-109    |
| Ipertensione grave (terzo grado) | >=180     | >=110      |

|              |            | 1-30 giorni                             | <2 anni | 3-5 anni | 6-9 anni | 10-12 anni | 13-15 anni | >16 anni |
| ------------ | ---------- | --------------------------------------- | ------- | -------- | -------- | ---------- | ---------- | -------- |
| normale      | Sistolica  | <80 (pretermine) <95 (a termine)        | 104–111 | 108–115  | 114–121  | 122–125    | 130–135    | 136–141  |
| normale      | Diastolica |                                         | 70-73   | 70-75    | 74-77    | 78-81      | 80-85      | 84-91    |
| normale alta | Sistolica  | 96–105 (pretermine) 104–109 (a termine) | 112–117 | 116–123  | 122–129  | 126–133    | 136–143    | 142–149  |
| normale alta | Diastolica |                                         | 74–81   | 76–83    | 78–85    | 82–89      | 86–91      | 92–97    |
| ipertensione | Sistolica  | >106 (pretermine) 110 (a termine)       | >118    | >124     | >130     | >134       | >144       | >150     |
| ipertensione | Diastolica |                                         | >82     | >84      | >86      | >90        | >92        | >98      |

Attualmente si ritiene che in condizioni normali i valori della pressione arteriosa, misurata in condizioni di riposo a livello dell'omero con lo sfigmomanometro preferibilmente all'altezza del cuore, non debbano superare il valore di 130 mmHg (millimetri di mercurio) come pressione sistolica e quello di 85 mmHg come pressione diastolica. Valori inferiori non sono considerati patologici finché compatibili col pieno benessere del soggetto. Valori persistenti di pressione arteriosa a riposo superiori a quelli sopra indicati determinano lo stato patologico denominato ipertensione arteriosa che può essere di vario grado e rappresenta uno dei fattori di rischio cardiovascolari più diffusi. Infatti è fortemente raccomandato il controllo preventivo della pressione arteriosa, anche perché spesso uno stato di ipertensione per lungo tempo non determina sintomi che mettano in allarme il paziente.

### Regolazione della pressione arteriosa
Regolazione tramite variazioni della resistenza periferica: la legge di Poiseuille applicata all'emodinamica dimostra che la resistenza al flusso ematico ({\displaystyle R}) è direttamente proporzionale alla lunghezza del vaso ({\displaystyle l}) e alla viscosità ({\displaystyle \eta }) del sangue ed è inversamente proporzionale al raggio ({\displaystyle r}) del vaso elevato alla quarta potenza: ({\displaystyle \ R={\frac {8\eta l}{\pi r^{4}}}}). Dato che la lunghezza dei vasi e la viscosità del sangue sono parametri relativamente costanti, il raggio è il parametro principe per la regolazione del flusso sanguigno. La sua importanza è duplice perché:
1. {\displaystyle R} è proporzionale a {\displaystyle {\frac {l}{r^{4}}}}, quindi una piccola diminuzione del raggio causa un grande aumento di resistenza.
2. Il raggio del vaso può essere facilmente diminuito o aumentato diminuendo o aumentando la contrazione delle fibre muscolari lisce circolari che lo circondano.

Quindi attraverso variazioni della resistenza periferica arteriolare è possibile controllare efficacemente la pressione arteriosa media. Inoltre contraendo selettivamente i vasi è possibile modulare la quantità di sangue che fluisce attraverso ciascun organo. Le arteriole contribuiscono a più del 60% della resistenza totale e sono il luogo dove avviene la maggiore variazione di resistenza nell'intero sistema cardiocircolatorio. Esistono tre diversi modi per controllare questa resistenza:
- Controllo locale (o intrinseco): è una risposta locale del vaso in seguito a una variazione di concentrazione di alcune sostanze paracrine fra cui principalmente O2 e CO2. Se il metabolismo dei tessuti aumenta i livelli di O2 diminuiscono quelli di CO2 prodotta aumentano. In queste condizioni di ipossia e ipercapnia il vaso si dilata permettendo il maggior rifornimento di O2 e la rimozione di CO2 dai tessuti. Inoltre esiste una risposta immediata del muscolo allo stiramento, muscolo che reagisce contraendosi. Questo tipo di risposta, denominata autoregolazione miogena o riflesso di Bayliss, impedisce vi siano grosse variazioni di flusso ematico all'interno di un vaso. Se non esistesse l'autoregolazione miogena, che aumenta la resistenza arteriolare e che compensa l'aumentata pressione idrostatica in posizione eretta, si avrebbe una perdita notevole di liquidi che potrebbe causare un forte edema degli arti inferiori.
- Riflessi simpatici (o estrinseco neuronale): La regolazione del diametro dei vasi sanguigni attraverso segnali nervosi compete solo ed esclusivamente al sistema ortosimpatico (o simpatico), con la sola eccezione delle arteriole coinvolte nell'erezione del pene e del clitoride. La muscolatura liscia vasale è innervata dai neuroni postgangliari del sistema simpatico che utilizzano la noradrenalina (NA) come neurotrasmettitore. L'NA causa contrazione del muscolo tramite l'attivazione dei recettori α1 adrenergici. Essendo il sistema simpatico l'unico in grado di controllare la contrazione dei vasi esiste un'attività basale che in condizioni fisiologiche mantiene i vasi parzialmente vasocostretti (tono simpatico basale). Per vasodilatazione e vasocostrizione si intendono aumenti o diminuzioni di questa attività basale. Esistono inoltre sulle fibre muscolari dei vasi, recettori β2 adrenergici, che hanno bassa affinità per la NA e alta affinità per l'adrenalina proveniente dalla midollare surrenale. L'attivazione dei β2 produce vasodilatazione. Siccome la NA e l'adrenalina sono entrambe prodotte da scariche simpatiche, spesso vengono prodotte insieme. Sarà quindi la distribuzione di recettori β2 e α1 a determinare quali vasi sono costretti e quali dilatati.
- Controllo ormonale (o estrinseco ormonale): oltre all'adrenalina rilasciata dalla midollare surrenale e discussa nella sezione precedente, esistono altri due ormoni che regolano la resistenza delle arteriole:
  - Angiotensina II: nei reni viene prodotto l'enzima renina, che poi converte l'angiotensinogeno, proteina prodotta dal fegato, in angiotensina I; quest'ultima è a sua volta convertita in angiotensina II che ne è la forma attiva dall'enzima di conversione dell'angiotensina (Angiotensine converting enzyme o ACE). L'angiotensina II è un potente vasocostrittore che agisce attivando i recettori AT1 espressi sulla muscolatura liscia vasale.
  - Vasopressina (ADH): è secreto dall'ipofisi posteriore e ha un potente effetto vasocostrittore (da cui il nome vasopressina).

Regolazione tramite variazioni della volemia: il controllo della volemia ha una correlazione diretta con la pressione arteriosa media. Infatti all'aumentare della volemia cresce anche la pressione esercitata dal sangue sulle pareti dei vasi. Il mantenimento di questi valori stabili è affidato principalmente al rene tramite un meccanismo innescato dagli ormoni:
- Aldosterone: è un ormone steroideo mineralcorticoide (regola la concentrazione di sali minerali nel sangue) prodotto dalla corticale surrenale che aumenta il riassorbimento del sodio nel tubulo contorto distale e nel dotto collettore, e aumenta l'escrezione di potassio ed idrogenioni. L'aumentata ritenzione di sodio diminuisce la diuresi, aumentando la volemia e di conseguenza la pressione.
- Vasopressina (ADH): secreto dall'ipofisi posteriore, favorisce il riassorbimento di acqua nel tubulo contorto distale e nel dotto collettore, in modo analogo all'aldosterone.
- Peptide natriuretico atriale (ANP): viene rilasciato in seguito ad un eccessivo aumento della volemia da particolari miociti situati nell'auricola dell'atrio destro del cuore. L'ANP agisce a livello dei reni, inibendo l'escrezione di renina, aumentando così l'escrezione di acqua e di sodio e diminuendo la pressione sanguigna.

## Misurazione e diagnosi

### Tecniche e procedure
La misurazione della pressione può essere effettuata utilizzando metodi manuali o con misuratori elettronici. I metodi manuali sono:
- Metodo ascoltatorio e metodo palpatorio (o digitale).
- Metodo ascoltatorio: si esegue nel modo più comune con fonendoscopio, sfigmomanometro e manicotto.

Si mette attorno al braccio il manicotto a 2 cm di distanza dalla piegatura del gomito, mantenendo quest'ultimo preferibilmente all'altezza del cuore. Si insuffla fino ad un valore sicuramente superiore alla pressione massima del paziente, per esempio 250 mmHg allo scopo di evitare i frequenti casi di "pausa libera". Si appoggia l'audiofono a valle del bracciale nel punto di passaggio dell'arteria omerale. Si svita lentamente la valvola, la colonnina scende, fino a sentire il primo battito che indica la sistolica (o massima); la si fa scendere fino a non sentire alcun battito oppure fino a percepire una notevole riduzione di intensità. L'ultimo battito ascoltato è la diastolica (o minima).
- Metodo palpatorio o digitale: si esegue solo con lo sfigmomanometro. Il procedimento è quasi uguale solo che non si ha il fonendoscopio. Si palpa il polso radiale e si legge solo la pressione massima. Con questo metodo non c'è il problema della "pausa libera".[8]

### Interpretazione dei valori pressori
L'Organizzazione mondiale della sanità (OMS) ha stabilito i seguenti valori per un soggetto adulto di età compresa tra i 18 e i 70 anni: per rientrare nella norma, la pressione arteriosa deve essere inferiore a 140/90. Valori pressori inferiori a 120/80 sono da considerarsi ottimali, purché la pressione arteriosa massima sia superiore a 100, altrimenti si ha ipotensione. Invece quando la pressione arteriosa è superiore a 139/89 si ha l'ipertensione. L'ipertensione è lieve se la pressione è compresa tra 140-159/90-99, mentre se questa è compresa tra 160-179/100-109 l'ipertensione è moderata. A valori pressori superiori a 180/110 corrisponde un'ipertensione di grado severo.